# Børge Mortensen
Børge Mortensen (3 de novembro de 1921 — 16 de outubro de 2005) foi um ciclista dinamarquês que competia em provas do ciclismo de pista.
Mortensen foi um dos atletas que representou a Dinamarca nos Jogos Olímpicos de 1948, em Londres, onde terminou em quinto lugar competindo na perseguição por equipes (4000 m).